# Rhinogobius gigas
Rhinogobius gigas är en fiskart som beskrevs av Aonuma och Chen, 1996. Rhinogobius gigas ingår i släktet Rhinogobius och familjen smörbultsfiskar. Inga underarter finns listade i Catalogue of Life.